# نورثروپ گرومن ئی-۸ جوینت استارز
نورثروپ گرومن ئی-۸ جوینت استارز (به انگلیسی: Northrop Grumman E-8 Joint STARS) یک هواپیمای ساختِ کارخانهٔ نورثروپ گرومن در کشور ایالات متحده آمریکا است. نخستین استفاده‌کنندهٔ این هواپیما نیروی هوایی ایالات متحده آمریکا بوده‌است.